# کربی کورپوریشن
کربی کورپوریشن (انگلیسی: Kirby Corporation) شرکت ترابری دریایی آمریکایی است، که در سال ۱۹۶۹ توسط جان هنری کربی تأسیس شد.